# Altdöbern
Altdöbern (em baixo sorábio: Stara Darbnja) é um município da Alemanha, situado no distrito de Oberspreewald-Lausitz, no estado de Brandemburgo. Tem 61,60 km² de área, e sua população em 2019 foi estimada em 2.376 habitantes.